# Beša (okres Levice)
Beša (Hongaars: Barsbese) is een Slowaakse gemeente in de regio Nitra, en maakt deel uit van het district Levice.
Beša telt 634 inwoners.
Voor de tweede wereldoorlog was de gemeente in overgrote meerderheid Hongaarstalig. Tegenwoordig zijn de Hongaren de belangrijkste etnische minderheid.